# Amobarbital
Amobarbital é um fármaco utililizado pela medicina, pelas suas propriedades hipnóticas e sedativas. É um medicamento da classe dos barbiturados, possuindo aspecto cristalino e com alto risco de dependência.